# Kabinett Luzzatti
Das Kabinett Luzzatti regierte das Königreich Italien vom 31. März 1910 bis zum 30. März 1911. Es löste das Kabinett Sonnino II ab. Ministerpräsident war Luigi Luzzatti, der unter Sidney Sonnino noch das Ministerium für Landwirtschaft, Industrie und Handel angeführt hatte.

## Entstehung und Entwicklung
Das Kabinett Luzzatti war das 47. Kabinett des Königreiches und elf Monate und 29 Tage im Amt. Gestützt wurde es von der Historischen Rechten (italienisch Destra Storica), Teilen der Historischen Linken (it. Sinistra storica) und der Radikalen Partei. Der neuen Regierung wurde am 28. April 1910 im Parlament mit überwältigender Mehrheit das Vertrauen ausgesprochen. Sie fand die bis dahin größte Zustimmung aller Regierungen in der parlamentarischen Geschichte Italiens. Einer der zentralen Punkte bei der Vorstellung des Regierungsprogramms war eine Wahlrechtsreform. Zudem strebte die Regierung eine Reform des Senats an, nach der die 350 Senatoren nicht mehr zur Gänze vom König ernannt, sondern 230 von ihnen, nach Berufsklassen geordnet, gewählt werden sollten. Die Reform fand jedoch nicht die notwendige Zustimmung. Auch sein Gesetzesentwurf zur Ausweitung des aktiven Wahlrechts wurde von einem Gegenvorschlag Giolittis untergraben, nach dem der gesamten männlichen Bevölkerung des Königreichs das Wahlrecht zugestanden wurde. Weitere Unterstützer, insbesondere im linken Lager, hatte die Regierung bereits mit ihrer Libyenpolitik verloren, in der sie zunächst eine ablehnende Haltung gegenüber einer militärischen Auseinandersetzung einnahm, später aber diese Position aufgab.
Nachdem Giolitti am 18. März 1911 seinen Vorschlag zur Wahlrechtsreform in der Abgeordnetenkammer vorgetragen hatte, trat die Regierung noch am gleichen Tag zurück. Von König Viktor Emanuel III. mit dem Regierungsauftrag betraut, bildete Giolitti das Kabinett Giolitti IV.

## Minister

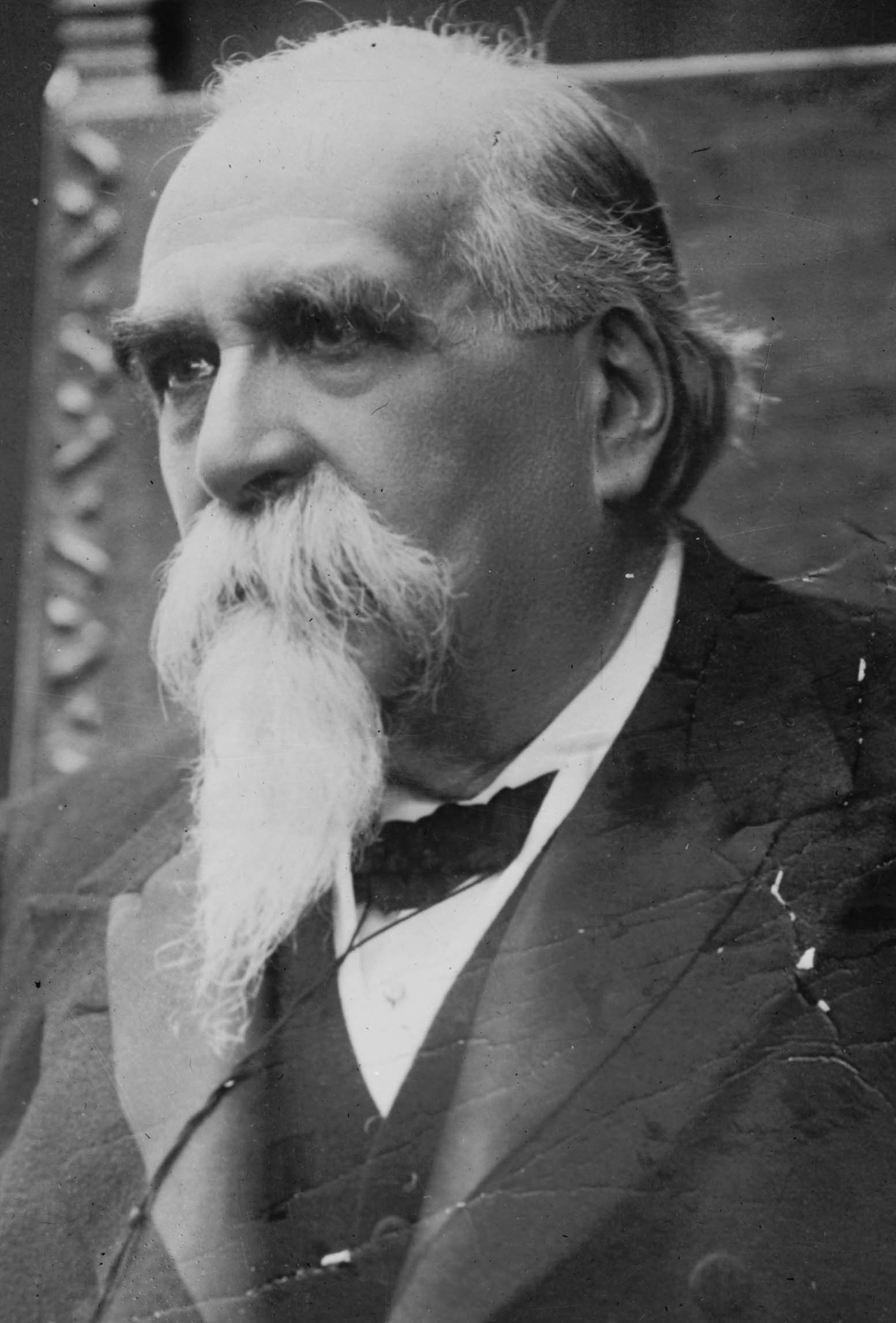
Luigi Luzzatti

| Ministerien                          | Name                        |
| ------------------------------------ | --------------------------- |
| Ministerpräsident                    | Luigi Luzzatti              |
| Äußeres                              | Antonino Paternò-Castello   |
| Inneres                              | Luigi Luzzatti              |
| Justiz und Kirchenangelegenheiten    | Cesare Fani                 |
| Krieg                                | Paolo Spingardi             |
| Marine                               | Pasquale Leonardi Cattolica |
| Finanzen                             | Luigi Facta                 |
| Schatz                               | Francesco Tedesco           |
| Öffentliche Arbeiten                 | Ettore Sacchi               |
| Bildung                              | Luigi Credaro               |
| Landwirtschaft, Industrie und Handel | Giovanni Raineri            |
| Post und Telegraphie                 | Augusto Ciuffelli           |